# Solid State Logic
Solid State Logic, auch bekannt unter dem Kürzel SSL, ist ein Hersteller hochwertiger Audio-Mischpulte. Der Sitz der Firma befindet sich in Begbroke in England. Das Unternehmen wurde 1969 gegründet und befasste sich anfänglich mit der transistorisierten Steuerung von Kirchenorgeln. Ende der 1970er Jahre entstand das SL4000-Mischpult, das aufgrund seiner damals einzigartigen Merkmale wie Lautstärkeautomation, „Total Recall“ (computergestützte Wiederherstellbarkeit aller Einstellungen) und integrierter Kompressoren, aber auch seiner hohen Klangqualität zu einem Industriestandard wurde und bis heute in zahlreichen High-End-Studios seinen Dienst versieht.
2002 wurde die Abteilung für Orgeltechnik verkauft und firmiert nun unter Solid State Organ Systems (SSO).
Im Jahr 2005 wurden der Musiker Peter Gabriel und der Rundfunkunternehmer David Engelke Mehrheitsaktionäre des Unternehmens. Im Jahr 2006 übernahm SSL den Belgischen Hersteller SYDEC. Im Jahr 2017 wurde Solid State Logic von der Audiotonix-Gruppe übernommen, und Gabriel wurde im Anschluss an diese Transaktion zu einem der Hauptinvestoren der Gruppe.

## Galerie

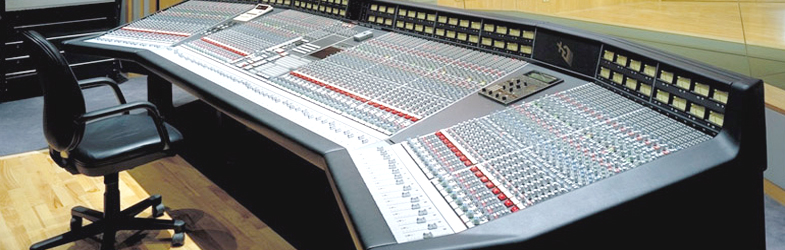
SSL-4000 Mischpult
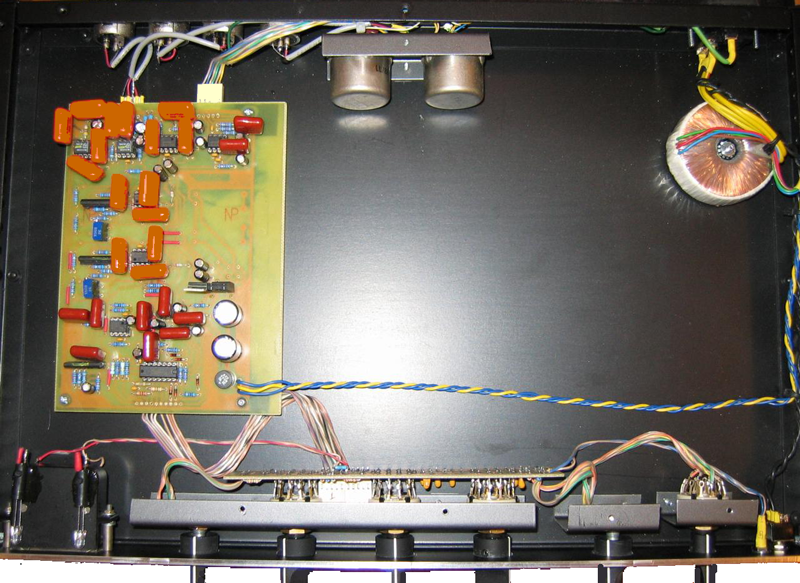
Innenansicht des SSL-4000 Kompressors